# Racenisia
Racenisia is een monotypisch geslacht van straalvinnige vissen uit de familie van de Amerikaanse mesalen (Hypopomidae).

## Soort
- Racenisia fimbriipinna Mago-Leccia, 1994